# Concílios de Chelsea
Houve uma série de Concílios de Chelsea (ou Sínodos de Chelsea), realizados na Inglaterra anglo-saxã. Eles foram instalados em Cealchythe, , em Câncio. Cealchythe é geralmente identificada como sendo a moderna Chelsea, em Londres. Estes concílios foram também apelidados de Concílios de Ofa.

## Concílio de 787

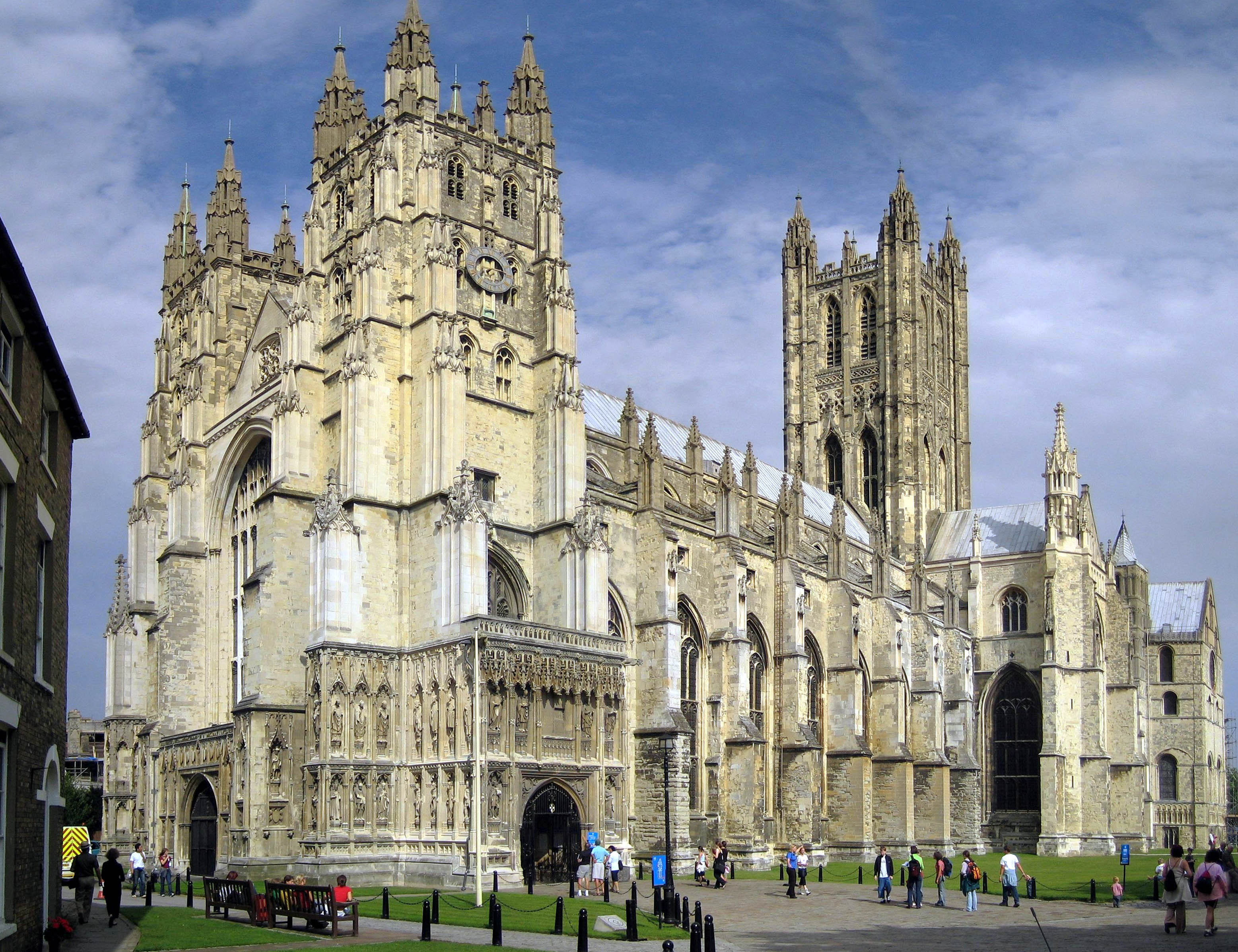
A Catedral da Cantuária

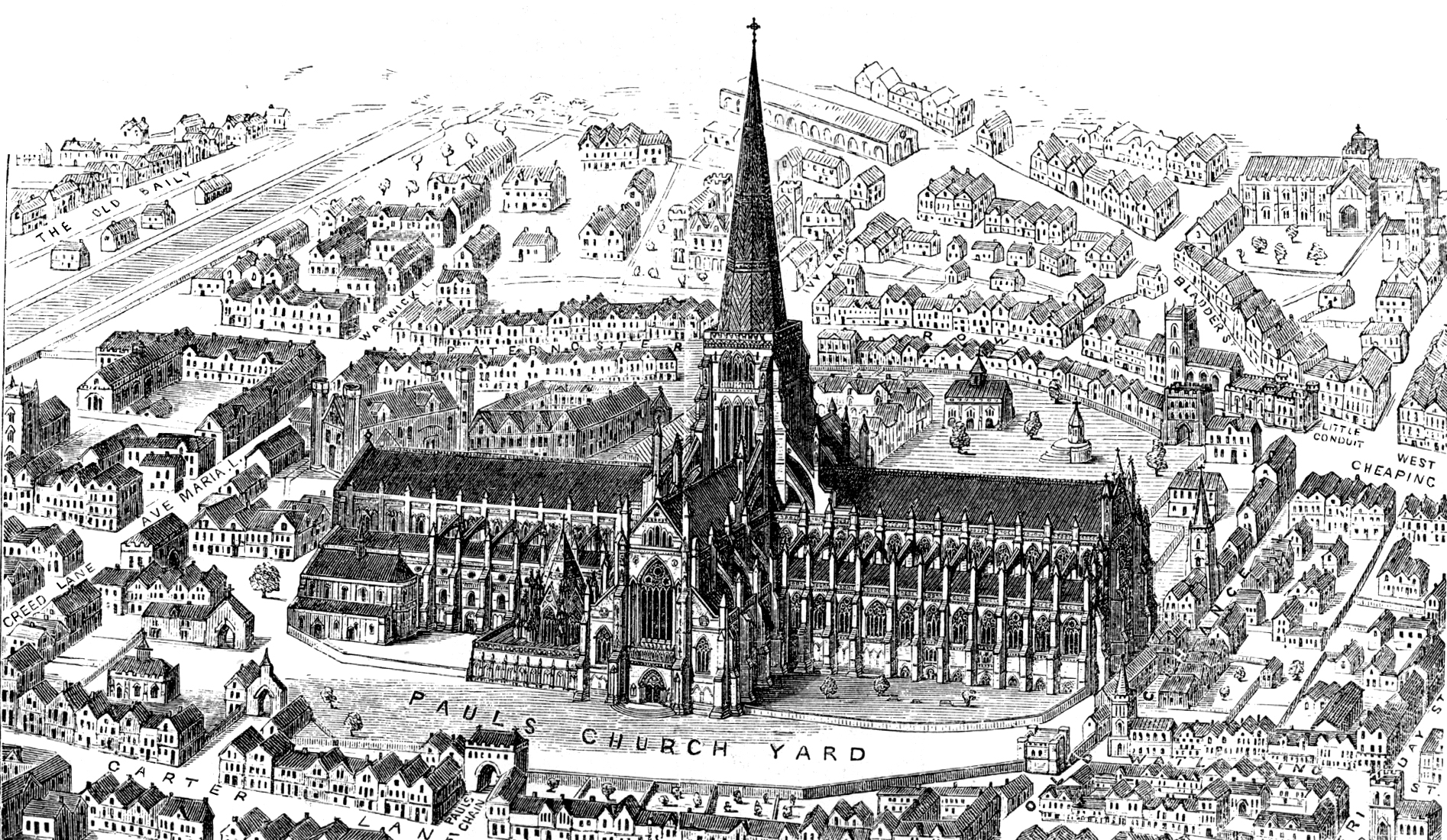
A Catedral de Londres sede do bispo

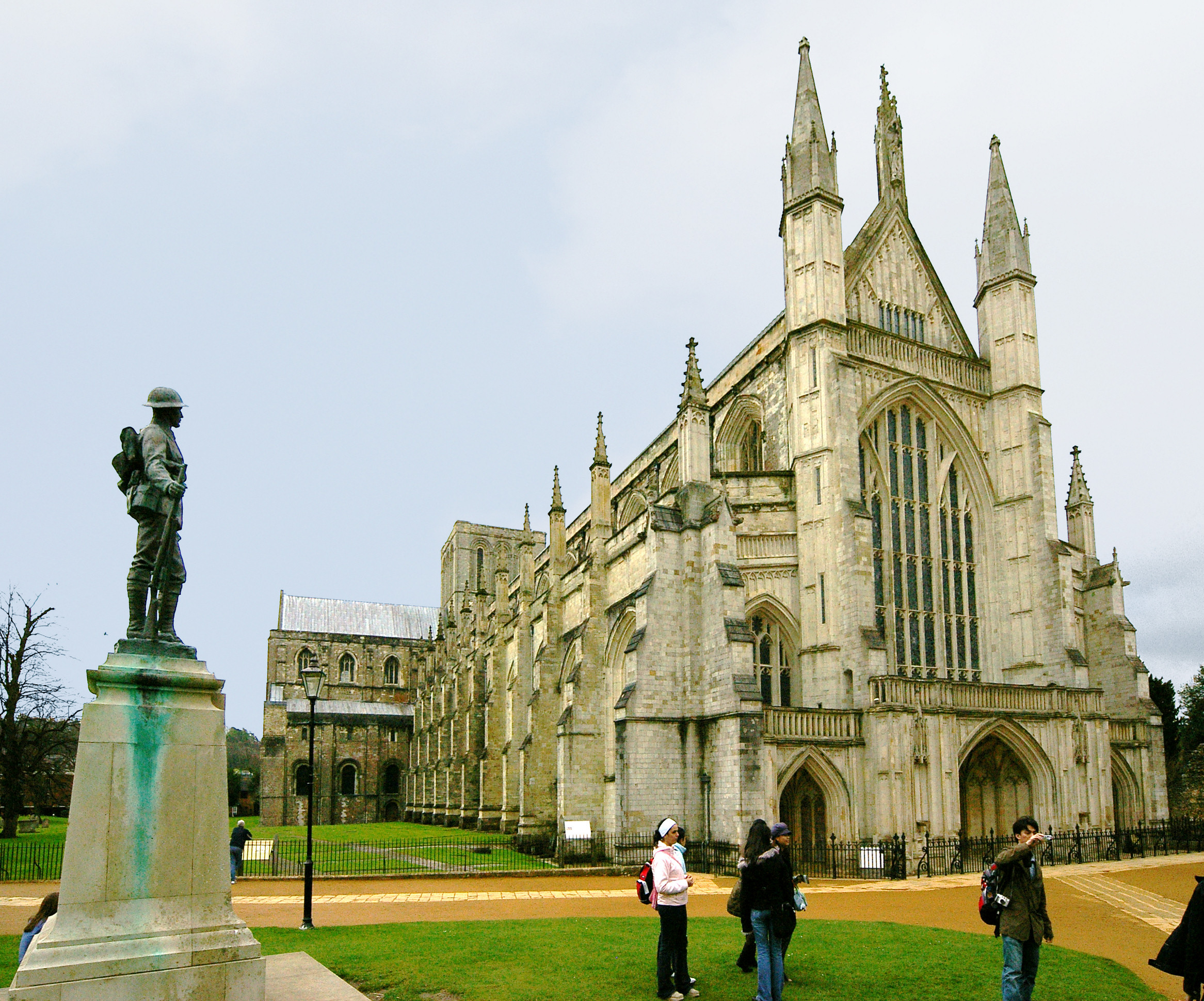
Catedral de Winchester

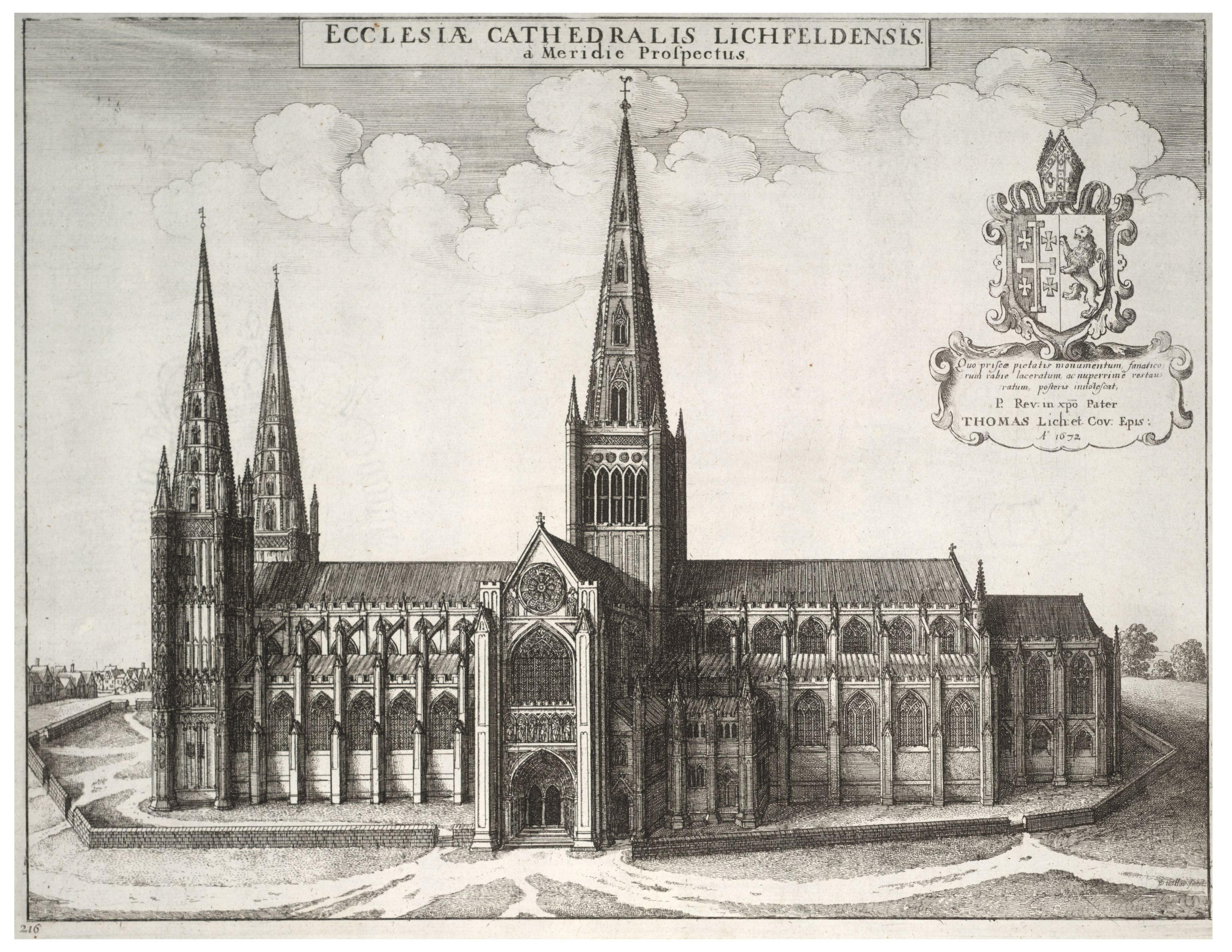
Catedral de Lichfield

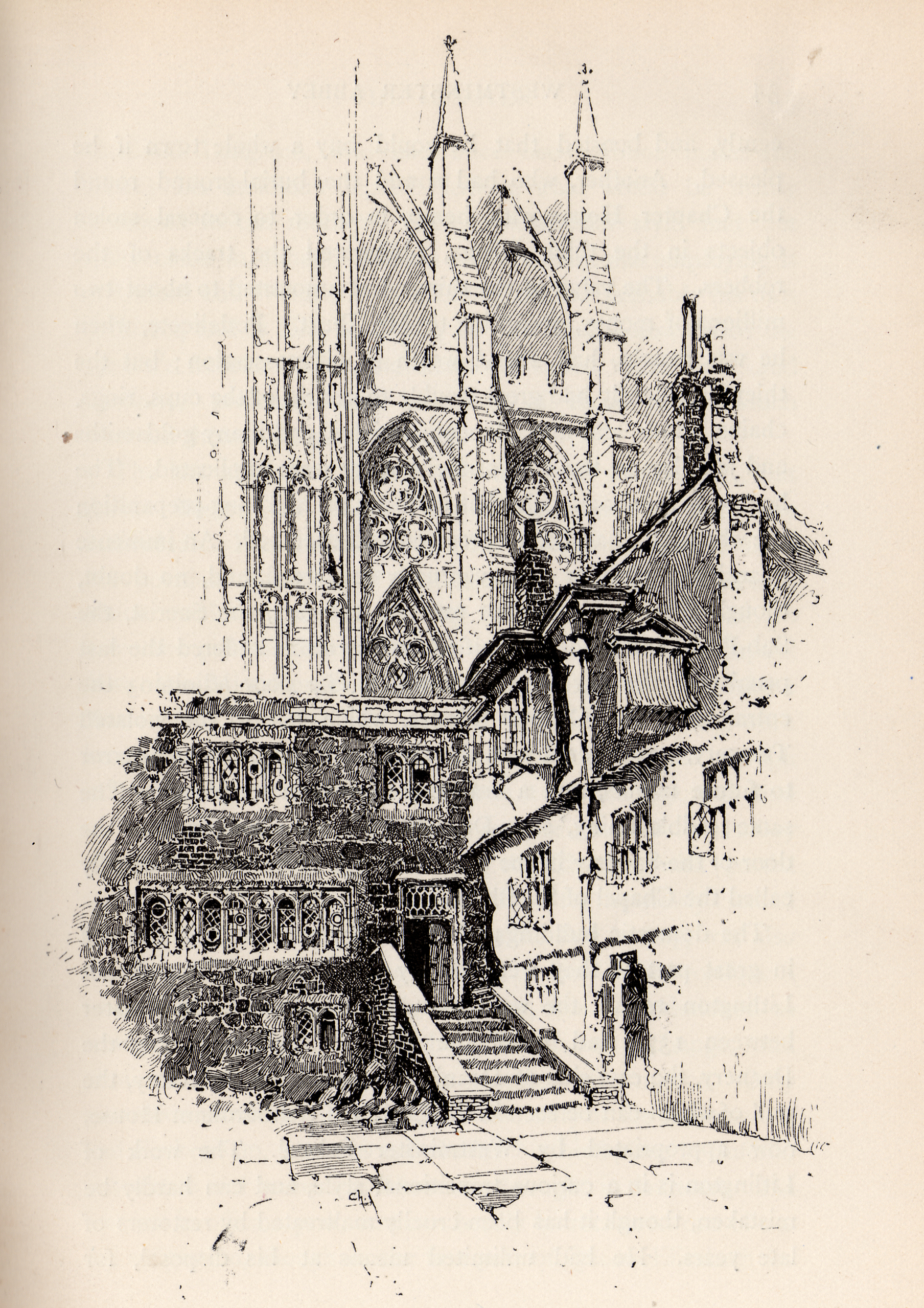
Abadia e Catedral de Westminster

Em 787, o rei Ofa (r. 757–796) da Mércia presidiu um concílio da igreja em Chelsea em conjunto com o rei da Saxônia Ocidental, Beortrico. Embora tenha sido dito muitas vezes que o concílio contou com a participação de legados papais, mas esta informação deriva, de uma fusão de fatos, já que naquela época (786) os legados papais visitavam o tribunal de Ofa na Mércia e na Nortúmbria. Consta que os dois legados participaram de um concílio realizado no tribunal de Ofa, mas isso não indica, necessariamente, que tenha sido o mesmo concílio realizado em Chelsea no ano subsequente.
Constam duas versões diferentes dos registros das deliberações do referido concílio nos apontamentos da Crônica Anglo-saxã. Os Manuscritos de Peterborough da crônica em referência registra a ocorrência de um concílio no ano 785, embora os acontecimentos lá referidos tiveram lugar em 787, e afirma que "aqui houve um sínodo contencioso no Chelsea e [foi quando] o arcebispo da Cantuária Jamberto (r. 765–792) renunciou de uma parte de seu bispado, e Higeberto foi escolhido pelo rei Ofa, e Egfrido consagrado como rei."  O Manuscrito da Cantuária assinala um concílio em 785 também, e o descreve como "um sínodo completo realizado em Chelsey" mas por outro lado, reporta-se ad-referendum aos mesmos eventos. O historiador Nicholas Brooks vê o acoplamento da elevação de Lichfield, à categoria de arcebispado juntamente com a consagração de Egfrido, que era filho de Ofa, como significativo dentro do contexto da época. Ele argumenta que Ofa, desejava a consagração de Egfrido como seu sucessor ainda com ele vivo, mas foi encontrou uma tenaz oposição da pessoa do arcebispo Jamberto, que relutara em concordar, sendo assim não teve (Ofa) outra alternativa senão a de criar a arquidiocese de Lichfield. Já consagrado como arcebispo de Lichfield, Higeberto consagrou Egfrido como rei.
Na verdade os entendimentos entre o arcebispo da Cantuária e o rei Ofa, haviam chegado a a um alto grau de intolerância. Na intenção de reduzir o poder da arquidiocese de Cantuária e se seu bispo Jamberto, o rei estabeleceu uma arquidiocese rival em Lichfield, obteve a aprovação do papa Adriano I e obteve (em 787) a concordância do Concílio de Chelsea para a criação da sé (ou a divisão da sé da Cantuária em duas), muito embora só depois de muita resistência e disputa, a mesma se efetivou, tendo a Higeberto como o seu primeiro (e único) arcebispo. Mas embora queira parecer que o Concílio aprovou a elevação de Lichfield como arquidiocese, Higeberto, que lá estava presente, manteve-se como bispo até sua conclusão; ele assinou as Atas do Concílio ainda como bispo. Não há indicação de que ele tenha desempenhado qualquer papel significativo no concílio, nem nas ações que levaram a que ele se tornasse um arcebispo. O novo e recém criado arcebispado de Lichfield, contava, em sua divisão com as vastas terras que abarcavam o território do Midland, cujas sés eram Worcester, Hereford, Leicester, Lindsey, Dommoc e Elmham. Já o arcebispado da Cantuária conservaria para si a região sul e sudeste, tendo domínio sob as sés a esta região correspondentes. Higeberto , já bispo de Lichfield, foi a nova arquidiocese do primeiro e único arcebispo.
Duas versões dos acontecimentos que levaram à criação da nova arquidiocese aparecem na forma de uma troca de cartas entre  Cenúlfo (r. 796–821), o  novo rei da Mércia e sucessor de Egfrido (r. 787–796), o filho de Ofa e o papa Leão III. Cenúlfo afirmara em sua carta que Ofa insistia na criação de uma nova arquidiocese, motivado por sua inimizade com Jamberto, o arcebispo da Cantuária. Leão contestou que a única razão pela qual o papado concordara com a criação [divisão na verdade] era por causa do tamanho do reino da Mércia. Por outro lado, em uma análise dos fatos, tanto Cenúlfo, quanto Leão eram partidários, já que cada um tinha suas razões próprias razões para representar a situação como fizeram: Cenúlfo havia pedido a Leão para fazer de Londres uma arquidiocese, com o domínio de toda região sul, enquanto Leão estava preocupado em evitar que os reais motivos da criação da arquidiocese de Lichfield surgissem, e demonstrassem sua cumplicidade, eivada dos motivos indignos que Cenúlfo imputava a Ofa. Politicamente Cenúlfo pretendia a criação de um único arcebispado para todo o sul de Londres, influenciado pela situação em que se dava em Câncio, onde o arcebispo Etelhardo da Cantuária havia sido forçado a fugir por Edberto III Preno (r. 796–798), rei de Câncio. Cenúlfo então pretendia manter o controle sobre a sede arquiepiscopal, e no momento em que ele escreveu para o papa Leão III, Câncio tornara-se independente da Mércia.
Nesse mesmo concílio, Ofa prometeu doar 365 manco a cada ano para o papado, como doação caritativa aos pobres de Roma e também para a iluminação da Basílica de São Pedro em Roma, afirmou ser aquela uma oferta que representava uma forma de agradecimento por suas vitórias. C. J. Godfrey alegou que a doação não passou de uma troca de favores, uma artimanha usada para obter a aprovação papal do chamado esquema de Ofa para elevar a diocese de Lichfield ao status de uma arquidiocese. Seja qual for a motivação de Ofa, os historiadores têm geralmente visto a doação como o início do Óbolo de São Pedro, um "imposto" pago anualmente a Roma pela Igreja Inglesa.
Todavia o arcebispado propriamente de Lichfield, criado neste concílio, existiria somente até 803, quando no Concílio de 803, realizado em Clovecho, ele foi rebaixado de volta ao status de um bispado. Para tanto o argumentado foi uma carta do papa Leão III (r. 795–816), dirigida ao então arcebispo da Cantuária Etelhardo, datada de 18 de janeiro de 802, onde eram confirmados os antigos privilégios da Sé de Cantuária.

## Concílio de 789
Outro concílio foi realizada em Chelsea, em 789. Dele se sabe por uma carta sobrevivente e na qual se pode identificar a referência a alguns bispos que ali se fizeram presentes. Entre eles, constam a presença do arcebispo da Cantuária e do arcebispo de Lichfield, bem como de Herdredo, bispo de Dunwich, (r. 781–789), Unuona, bispo de Leicester, (r. 781–801), Ceolúlfo, bispo de Lindsey, (r. 767–796) e Cineberto, bispo de Winchester, (r. 785–803).
Sobre as ponderações do referido concílio existe uma quase total escassez de informações e documentos.

## Concílio de 793
Embora exista uma carta alegando a realização de um concílio em Chelsea em 793, a própria Carta, segundo alguns historiadores (Sawyer 136) é uma falsificação e, provavelmente, tratou-se apenas de uma lista de bispos vivos nessa data.

## Concílio de 801
Um concílio parece ter sido realizada em Chelsea, em 801, a ele faz referência uma carta ainda existente (Sawyer 158). Neste concílio, entre outros assuntos, segundo o registrado, ocorreu o confirmação ou o registro de um terreno doado pelo rei da Mércia Cenúlfo (r. 796–821), para a Igreja.

## Concílio de 816
Houve ainda um concílio em Chelsea em 816. Foi convocado pelo rei da Mércia Cenúlfo e presidido pelo arcebispo da Cantuária Vulfredo (r. 805–832). Neste concílio Vulfredo atacou veementemente o estabelecimento e o controle das casas religiosas.. Afirmou que o rei [Cenúlfo] não tem o direito de fazer nomeações para conventos e mosteiros, embora ambos Leão III e seu predecessor, o Adriano I, haviam concedido a Ofa e Cenúlfo o direito de fazê-lo. Cenúlfo recentemente havia nomeado a sua filha, Cvoentrido, para o cargo de abadessa de Minster-in-Thanet. Leão III morreu em 816, e seu sucessor, Estêvão IV, morreu no mês de janeiro seguinte, o novo papa, Pascoal I confirmou estes privilégios a Cenúlfo, mas isso não acabou com a disputa.. O rei [e o concilio] limitou o poder o arcebispo de Cantuária e este mesmo concílio propugnou sobre
o batismo e  as relíquias. e ainda sobre as propriedades da igreja.
Como resultado desta limitação de poderes promovida pelo rei, em 817, um ano após a realização do concílio, Vulfredo testemunhou duas cartas em que Cenúlfo concedia terras para Deneberto, bispo de Worcester, (r. 799–822), afora isso não há mais nenhum registro de Vulfredo agindo como arcebispo até o fim do reinado de Cenúlfo. Um registro dos desentendimentos entre Vulfredo e Cenúlfo levaram a que Vulfredo fosse suspenso e privado de todas as funções de seu cargo por seis anos [alguns historiadores creem como mais provável que este tempo tenha sido de quatro anos].
Dos cânones e as decisões deste concílio ainda encontram-se os registros no British Library manuscript Cotton Vespasian A XIV.

## Concílio de 821
Neste concílio ponderou-se novamente sobre a disputa entre o arcebispo Vulfredo e o rei Ceolvúlfo. Este havia retomado suas funções como arcebispo em 817. Em setembro de 822 ele consagrou Ceolvúlfo como rei da Mércia. Vulfredo havia sido exilado brevemente em algum momento durante a suspensão de seu cargo. No entanto, a disputa entre os dois ainda estava ativa nos últimos anos do reinado de Cenúlfo. 
Com a convocação deste Concílio, realizado talvez em 821 ou  822, o rei ameaçou o arcebispo com o exílio, a menos que ele se rendesse . Diante destas ameaças tanto Vulfredo, quando a comunidade da Cantuária lutaram contra Cenúlfo, enviando uma embaixadas ao papa Pascoal I onde elencaram uma série de acusações [entre falsas e verdadeiras] sobre o rei.